# Erora campa
Erora campa is een vlinder uit de familie van de Lycaenidae. De wetenschappelijke naam van de soort werd als Thecla campa in 1912 gepubliceerd door Edward Dukinfield Jones.

## Synoniemen
- Thecla lilacina Lathy, 1930
- Thecla guayra Jörgensen, 1935